# Eduardo Aguilar Leiva
Eduardo Aguilar Leiva, més conegut com a Edu Aguilar, és un exfutbolista català, nascut a Terrassa el 31 de gener de 1980, que ocupava la posició de migcampista.

## Trajectòria
Va destacar a les files del Palamós CF a la campanya 01/02. L'equip català era propietat de l'empresari Dmitry Piterman i era entrenat per en Chuchi Cos. Quan Piterman va accedir a la presidència del Racing de Santander, part dels components del Palamós el van acompanyar, entre ells, Edu Aguilar.
El migcampista, incorporat en principi al filial, jugaria dos partits amb el Racing a primera divisió, la campanya 02/03. A l'any següent, es repetiria de nou l'operació, ara al Deportivo Alavés, que militava a Segona. En aquesta ocasió, el de Terrassa només va aparèixer un cop, i va acabar la carrera al Reus Deportiu en 2005-06.